# 松木梨菜
松木 梨菜（まつき りな、11月29日 - ）は、瀬戸内海放送のアナウンサー。キャストKSBパートナーズクリエイティブ事業部所属。岡山県岡山市出身。

## 担当番組
- KSBスーパーJチャンネル - 天気キャスター → フィールドキャスター[4] → MC・解説キャスター[2]
- KSBニュースview[2]
- 報・動・力 - 不定期出演
- News Park KSB - MC[3]。関連ミニ番組の『さきどり！ニュースパ』にも出演[5]。